# Выборы в Генеральную Ассамблею Османской Империи (декабрь 1877)
Выборы в Генеральную Ассамблею Османской Империи — всеобщие выборы, проходившие в Османской Империи в декабре 1877 года после роспуска в июне того же года первого созыва.

## Предыстория
В декабре 1876 года султан Османской Империи Абдул-Хамид II принял Конституцию Османской Империи, согласно которой избиралась Генеральная Ассамблея, двухпалатный орган, состоящий из Сената и Совета Депутатов. Первый созыв Генеральной Ассамблеи был выбран в марте 1877 года и проработал три месяца, когда султан Абдул-Хамид II, сославшись на начало русско-турецкой войны, распустил Первый Созыв и приказал провести новые выборы. 
Статья 119 Конституции Османской Империи требовала, чтобы к моменту проведения вторых выборов был принят новый закон о выборах. Однако, несмотря на то, что он был принят Палатой депутатов, он все еще обсуждался в Сенате, поэтому выборы проводились в соответствии с предыдущей системой выборов. 

## Процесс избирания кандидатов
Процесс избирания кандидатов ничем особым не отличался от процесса избирания первого созыва депутатов Генеральной Ассамблеи Османской Империи.
Во-первых, к участию на выборах допускались только мужчины старше 30 лет, которые хорошо владели османским языком. Причинами дисквалификации были наличие двойного гражданства, работа на иностранное правительство, банкротство, работа в качестве прислуги или «дурная слава за плохие поступки».

## Итоги выборов

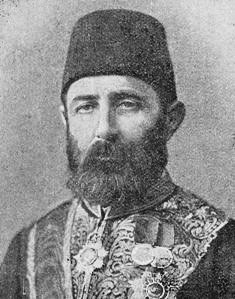
Хасан Фехми Паша — председатель Генеральной ассамблеи после вторых выборов

После проведения выборов Второго Созыва Генеральная Ассамблея собралась 13 декабря 1877 года. По сравнению с Первым созывом, палата депутатов состояла уже из 96 членов и отражала распределение миллетов в империи. После вторых выборов в Генеральной Ассамблее всего было 96 депутатов: 56 представителей мусульман и 40 представителей других миллет (евреи, греки, армяне и т.д.).. Первым председателем Генеральной Ассамблеи был выбран Хасан Фехми Паша, а вторым председателем стал Ованес Аллахверди.
Второй созыв деятельности Палаты депутатов длился с 13 декабря 1877 года по 14 февраля 1878 года, когда султан Абдул-Хамид II распустил Генеральную Ассамблею и приостановил действие конституции.